# Du wahrer Gott und Davids Sohn, BWV 23
Du wahrer Gott und Davids Shon, BWV 23 (Tu, Déu veritable i Fill de David), és una cantata religiosa de Johann Sebastian Bach per al diumenge de Quinquagèsima o d'Estomihi, que és el diumenge anterior a la quaresma, estrenada a Leipzig el 7 de febrer de 1723.

## Origen i context
Aquesta cantata i l'anterior BWV 22 constituïren la prova que Bach feu per accedir a la plaça de kantor de l'Església de sant Tomàs de Leipzig, el febrer de 1723. Bach l'havia compost a Köthen amb només tres moviments seguint la influència italiana del moment, i li va afegir el coral final per tal de complaure el tarannà molt conservador, no només en temes musicals, de la ciutat de Leipzig, possiblement duna obra anterior. És probable que aquesta cantata fos interpretada de nou l'any següent, el 20 de febrer, moment en què Bach reforçà el cor final amb el cornetto i trombons. Igual que la BWV 22, el llibret és d'autor anònim i està relacionat amb l'evangeli del dia (Lluc 18, 31-34), en aquest cas amb el passatge que narra la curació d'un cec que seguia Jesús i li demanava cridant: Jesús, Fill de David, tinguis pietat de mi, paraules amb què comença la cantata i que li donen títol. Com a conclusió s'hi afegeix la versió alemanya, feta per Luter l'any 1528, de l'Agnus Dei. A més de les BWV 22 i BWV 23, per a aquest diumenge es conserven, també, les cantates BWV 127 i BWV 159.

## Anàlisi
Obra escrita per a soprano, contralt, tenor i cor; cornetto, tres trombons, dos oboès, corda i baix continu. Consta de quatre números.
1. Ària (duo de soprano i contralt): Du wahrer Gott und Davids Shon (Tu, Déu veritable i Fill de David)
2. Recitatiu (tenor): Ach! gehe nicht vorüber (Ah! No passis de llarg)
3. Cor: Aller Augen warten, Herr (Tots els ulls et miren i esperen, Senyor)
4. Coral: Christe, du Lamm Gottes (Crist, Anyell de Déu)

L'obra s'inicia amb un duo de soprano i contralt que amb els dos oboès participen en un contrapunt, de gran refinament tècnic, a cinc parts; hi ha un motiu amb les notes del nom BACH (Si bemoll-La-Do-Si). És molt interessant el recitatiu de tenor, número 2, que deriva en un arioso, per sobre seu se senten els oboès i el primer violí, tocant la melodia del coral, que se sentirà complet al final, expressant la súplica de pietat del cec de l'evangeli. El cor del número 3, que era el final en la versió de Köthen, la introducció instrumental que assumeix tal qual el cor, fa la funció de tornada de la forma rondó de la peça, on la frase “tots els ulls et miren i esperen, Senyor” es repeteix set vegades en tonalitats diferents. El coral final, afegit per a la presentació a Leipzig, es canta la versió de Luter de l'Agnus Dei, i es repeteix, “tingues pietat de nosaltres”, unint així, la crida del cec a Jesús, amb l'anunci de la Passió que obre l'evangeli del dia. Té una durada aproximada d'uns vint minuts.

## Discografia seleccionada
- J.S. Bach: Das Kantatenwerk. Sacred Cantatas Vol. 2. Gustav Leonhardt, Tölzer Knabenchor & King’s College Choir Cambridge, David Willcocks (director del cor), Leonhardt-Consort, Paul Esswood, Marius van Altena. (Teldec), 1994.
- J.S. Bach: The complete live recordings from the Bach Cantata Pilgrimage. CD 11: King’s College Chapel, Cambridge; 5 de març de 2000. John Eliot Gardiner, Monteverdi Choir, English Baroque Soloists, Ruth Holton, Claudia Schubert, James Oxley. (Soli Deo Gloria), 2013.
- J.S. Bach: Complete Cantatas Vol. 3 . Ton Koopman, Amsterdam Baroque Orchestra & Choir, Barbara Schlick, Elisabeth von Magnus, Paul Agnew. (Challenge Classics), 2009.
- J.S. Bach: Cantatas Vol. 8. Masaaki Suzuki, Bach Collegium Japan, Mido Suzuki, Yoshikazu Mera, Gerd Türk. (BIS), 1998.
- J. S. Bach: Church Cantatas Vol. 8. Helmuth Rilling, Gächinger Kantorei, Bach-Collegium Stuttgart, Arleen Augér, Helen Watts, Aldo Baldin. (Hänssler), 1999.
- J.S. Bach: Cantatas for the Complete Liturgical Year Vol. 6. Sigiswald Kuijken, La Petite Bande, Siri Thornill, Petra Noskaiova, Marcus Ullman. (Accent), 2008.
- J.S. Bach: Jesus, deine Passion. Philippe Herreweghe, Collegium Vocale Gent, La Chapelle Royale, Dorothee Mields, Matthew White, Jan Kobow. (Harmonia Mundi), 2007.